# Tim Kalkhof
Tim Kalkhof (* 12. Dezember 1987 in Heidelberg) ist ein deutscher Schauspieler.

## Leben
Kalkhof absolvierte von 2009 bis 2012 seine Schauspielausbildung an der Akademie für Darstellende Kunst Baden-Württemberg. Er wirkte im Rahmen seiner Ausbildung bei verschiedenen Theateraufführungen, u. a. in Inszenierungen von Luk Perceval, mit. 2011 trat er am Theater Heidelberg in dem Theaterprojekt Expedition und Psychiatrie unter der Regie von Nis-Momme Stockmann auf.
Seine Filmkarriere begann er im Jahr 2010 mit Diplom- und Abschlussfilmen von Absolventen der Filmakademie Baden-Württemberg. Sein Fernsehdebüt hatte er 2012 unter der Regie von Kai Wessel in dem Fernsehfilm Lena Fauch und die Tochter des Amokläufers. In dem Kinofilm Alles inklusive (2014) von Doris Dörrie hatte er eine kleine Rolle als Luis.
Kalkhof hatte außerdem Episodenrollen u. a. in den Serien Zeit der Helden (2013), Letzte Spur Berlin (2013), Der Kriminalist (2014; als junger erfolgreicher Anlage- und Finanzberater Luca Clausen), Die Bergretter (2014; als Sohn eines Ballonunternehmers und eifersüchtiger Rivale um die Gunst einer jungen Frau) und Der Lehrer (2015), wo er Ben, den Freund der homosexuellen Serienfigur Jonas Burmeister, spielte.
Bei dem in der Tatort-Fernsehreihe im März 2015 neu eingeführten Berliner Ermittlerteam Rubin und Karow spielte Kalkhof, beginnend mit dem ersten Fall Das Muli, in insgesamt acht Filmen bis zum September 2018 (Tiere der Großstadt) die Rolle des Kriminalassistenten Mark Steinke. Im Bella-Block-Krimi Stille Wasser (Erstausstrahlung: Oktober 2017) spielte er Mischa Schulz, den Sohn der örtlichen Bordellbesitzerin Lilo (Lina Wendel).
Im Kinofilm Casting (2017, Regie: Nicolas Wackerbarth), der in der Vorauswahl zum Deutschen Filmpreis 2018 war, übernahm er die Nebenrolle des Kostja Stahnke. Tim Kalkhof übernahm auch die Hauptrolle in dem israelisch-deutschen Drama The Cakemaker (2017, Regie: Ofir Raul Graizer), in dem er den jungen deutschen Bäcker Thomas verkörpert, der nach Jerusalem fährt, um Frau und Kind seines verstorbenen Liebhabers zu finden. Der Film lief auf zahlreichen internationalen Festivals, darunter Karlovy Vary und San Sebastián und gewann mehrere Preise. Dem Film wurden fünf israelische Ophir-Filmpreise  zugesprochen. Er wurde als israelischer Beitrag für die Academy Awards (Best Foreign Language Film of the Year) 2019 eingereicht. Die US-Filmzeitschrift Variety listete Kalkhof für seine Darstellung unter den Künstlern für die Auszeichnung „10 Europeans to watch 2018“.
In der ZDFneo-Sitcom Nix Festes (TV-Premiere: Februar/März 2018) spielt Tim Kalkhof neben Josefine Preuss, Marie Rathscheck und Sebastian Fräsdorf eine der Hauptrollen als schwuler Koch „Basti“ Hülz, der sich mit einem Start-up-Unternehmen für Hundekekse selbständig machen will. In der 7. Staffel der ZDF-Serie Letzte Spur Berlin (2018) übernahm Kalkhof eine Episodenrolle, als Inhaber eines Kreuzberger Hedonistenclubs. In der ab September 2018 neu auf Das Erste erstausgestrahlten TV-Serie Die Heiland – Wir sind Anwalt hat Kalkhof eine der Serienhauptrollen; er spielt Ringo Holländer, den arbeitslosen, „kleinkriminellen“ Halbbruder der Serienhauptfigur Ada, die hofft, dass ihr Bruder nicht erneut auf die schiefe Bahn gerät.
In der „ZDF-Samstagskrimi“-Krimireihe Herr und Frau Bulle gehörte Kalkhof als „Berliner Frohnatur“ Kevin Lukowski und Assistent der Kriminalkommissarin Yvonne Wills, gemeinsam mit Johann von Bülow, Alice Dwyer und Birge Schade zum Ermittlerteam. In der TV-Komödie Mein Schwiegervater, der Camper (2019) spielte Kalkhof den Ex-Freund der weiblichen Hauptfigur Lena (Birte Hanusrichter) und Wunschschwiegersohn ihres Vaters. In der als Ensemblefilm konzipierten TV-„Sozialkomödie“ Werkstatthelden mit Herz (2020) verkörperte Kalkhof als Roger einen ungeouteten, schwulen Angestellten einer in die Jahre gekommenen Kfz-Werkstatt, der mit seiner Teilnahme am Berlin-Marathon, bei dem er sich auf seinem Trikot schließlich auch zu seiner Homosexualität bekennt, den Fortbestand der Werkstatt sichern will. Im 11. Film der Kriminalfilmreihe Der Zürich-Krimi mit dem Titel Borchert und der Mord im Taxi, der im Februar 2021 erstausgestrahlt wurde, spielte er den wegen seiner Gewaltausbrüche bekannten Taxifahrer Jürg Zollinger, der unter Verdacht gerät, einen zentralafrikanischen Investigativjournalisten ermordet zu haben. In dem als Ensemblefilm konzipierten, episodischen Weihnachtsfilm Wenn das fünfte Lichtlein brennt (2021) verkörperte Kalkhof als ungeouteter Ramp Agent Sebastian Niehaber, der durch die Wiederbegegnung mit seinem Jugendfreund, dem durchreisenden DJ Conrad (Daniel Donskoy), die Beziehung zu seiner schwangeren Freundin in Frage stellt, eine der Hauptrollen.
Zu seinen Hobbys gehören Krafttraining, Boxen, Kickboxen und Rugby. Tim Kalkhof lebt in Berlin.

## Filmografie (Auswahl)
- 2012: Lena Fauch und die Tochter des Amokläufers
- 2013: Zeit der Helden (Fernsehserie)
- 2013: Letzte Spur Berlin (Fernsehserie, Folge Heimatfront)
- 2013: Erste Liga (Kurzfilm)
- 2014: Der Kriminalist (Fernsehserie, Folge Auf Sand gebaut)
- 2014: Alles inklusive (Kinofilm)
- 2014: Die Bergretter (Fernsehserie, Folge Abgerauscht)
- 2014: Zwischen den Zeiten
- 2015: Der Lehrer (Fernsehserie, Folge Deine DNS, Dein Job)
- 2015: Tatort – Das Muli (Fernsehreihe)
- 2015: Tatort – Ätzend (Fernsehreihe)
- 2015: Homeland (Fernsehserie, Folge Parabiosis)
- 2016: Alarm für Cobra 11 – Die Autobahnpolizei (Fernsehserie, Folge Die Kämpferin)
- 2016: Wir sind die Flut (Kinofilm)
- 2016: Tatort: Wir – Ihr – Sie
- 2015: Nur nicht aufregen! (Kinofilm)
- 2017: Familie ist kein Wunschkonzert
- 2017: Am Ruder
- 2017: Taschengeld (Kurzspielfilm)
- 2017: Tatort: Amour Fou (Fernsehreihe)
- 2017: Tiere bis unters Dach (Fernsehserie, 3 Folgen)
- 2017: Bella Block: Stille Wasser (Fernsehreihe)
- 2017: Casting (Kinofilm)
- 2017: The Cakemaker (HaOfe MeBerlin)
- 2017: Tatort: Dein Name sei Harbinger (Fernsehreihe)
- 2017–2018: Tiere bis unters Dach (Fernsehserie)
- 2018: Tatort: Meta (Fernsehreihe)
- 2018: Nix Festes (Fernsehserie)
- 2018: Letzte Spur Berlin (Fernsehserie, Folge Dämonen)
- 2018: Tatort: Tiere der Großstadt (Fernsehreihe)
- seit 2018: Die Heiland – Wir sind Anwalt (Fernsehserie, ab Folge 4)
- 2018: Herr und Frau Bulle – Tod im Kiez (Fernsehreihe)
- 2019: The Painted Bird
- 2019: Herr und Frau Bulle – Totentanz (Fernsehreihe)
- 2019: Mein Schwiegervater, der Camper (Fernsehfilm)
- 2019: Ein Fall für zwei (Fernsehserie, Folge Freigänger)
- 2020: Werkstatthelden mit Herz (Fernsehfilm)
- 2020: Herr und Frau Bulle – Abfall (Fernsehreihe)
- 2020: Das Damengambit (The Queen’s Gambit) (Miniserie)
- 2021: Herr und Frau Bulle – Alles auf Tod (Fernsehreihe)
- 2021: Wenn das fünfte Lichtlein brennt (Fernsehfilm)
- 2021: Ein Hauch von Amerika (Fernsehserie)
- 2021: Der Zürich-Krimi: Borchert und der Mord im Taxi (Fernsehreihe)
- seit 2023: Miss Merkel – Ein Uckermark-Krimi (Fernsehreihe)